# Squamulinidae
Squamulinidae es una familia de foraminíferos bentónicos de la superfamilia Squamulinoidea, del suborden Miliolina y del Orden Miliolida. Su rango cronoestratigráfico abarca desde el Cretácico superior hasta la Actualidad.

## Clasificación
Squamulinidae incluye a las siguientes subfamilias y géneros:
- Subfamilia Brasiliellinae
  - Brasiliella †
- Subfamilia Squamulininae
  - Squamulina